# Odense Pigegarde
Odense pigegarde er en pigegarde fra Odense, som er en af Danmarks ældste garder.
Garden blev stiftet i 1954 af danselærer Leo Dahl, som syntes at Odense skulle have en garde. Dengang bestod garden kun af et tambourkorps og hed Odense garden. Senere kom der også et brassband, og i 1967 skiftede garden så navn til Odense pigegarde.
I dag består Odense Pigegarde af omkring 50 medlemmer – ca. 40 piger i hovedgarden og 10 piger i juniorgarden. Odense pigegarde, som i dag både er et tamburkorps og et brassband, udbyder udover march, tattoo og små koncerter desuden også morgenmusik, surprisehold til f.eks. fødselsdage, fanfarehold, kirke- og julekoncerter og meget andet. Garden deltager i mange forskellige arrangementer både i ind- og udland, bl.a. DM, og i et stort stævne i Heikendorf, Tyskland. Til DM 2007 høstede garden 2 førstepræmier i Indendørs koncert for brassband og Indendørs koncert for tambourkorps.
Da garden i 2017 var til DM kunne de vende hjem med en 3. plads til tambourkorpset mens deres tambourmajor som havde konkurrencedebut endte på en 4. plads.